# Jaume de Mallorca (fill de Jaume II)
Jaume de Mallorca i Foix (1276 - ca. 1330) fou infant del Regne de Mallorca, fill primogènit del rei Jaume II de Mallorca i d'Esclarmonda de Foix. Fou hereu del regne al qual renuncià vers l'any 1300 per poder ingressar a l'orde franciscà, fet que comportà que el seu germà Sanç esdevingués rei amb el nom de Sanç I de Mallorca.

## Hereu del Regne de Mallorca (1276 - 1300)
Nascut vers l'any 1276, fou el primer fill del rei Jaume II de Mallorca i la seva esposa Esclarmonda de Foix. Fou educat a París. Des del 1285, després d'haver estat capturat durant la incursió de Pere II de Catalunya-Aragó a Perpinyà, estigué empresonat a Torroella de Montgrí i a Barcelona, juntament amb els seus germans Sanç i Ferran (segons Desclot), fins que van aconseguir fugir.
L'any 1298, al castell d'Argelers, l'infant Jaume es troba al costat del seu pare, el rei Jaume II de Mallorca, quan aquest signa els tractats de vassallatge amb el rei d'Aragó, tractats resultats de la Pau d'Anagni en virtut dels quals Jaume II de Mallorca recuperava el seu regne en qualitat de vassall del rei d'Aragó.
L'infant Jaume (aleshores té uns 22 anys), actuant ja com a hereu del regne, ratifica els tractats subscrits pel seu al pare. El mateix any es concertà el seu matrimoni amb Caterina de Courtenay, emperadriu titular de Constantinoble. El matrimoni, però, no s'arriba a dur a terme a causa de la voluntat de l'infant Jaume d'ingressar en l'orde dels franciscans i de renunciar als seus drets successoris. Caterina de Courtenay s'acaba casant amb Carles de Valois, fill del rei de França.

## Etapa com a frare franciscà (1300 -?)
El 16 de març de 1299, el cavaller Ramon Calvet escrivia una carta des de Cotlliure al rei d'Aragó, informant-lo de què el primogènit del rei de Mallorca es trobava "fort trist i pensatiu" pel seu desig d'ingressar en l'orde franciscà. Tant el seu pare com el vescomte de Cardona, Ramon Folch intentaren dissuadir-lo en repetides ocasions, tot i que l'Infant Jaume es negà a canviar d'opinió. Després de renunciar als seus drets a la Corona de Mallorca, ingressà a l'orde dels franciscans, possiblement entre els anys 1299 i 1300. L'any 1302 el seu germà petit Sanç ja és jurat com a hereu del regne. Una de les primeres reaccions a aquest canvi en la línia successòria fou la de Jaume II d'Aragó, que immediatament exigí que el nou hereu, Sanç, jures i ratifiques els tractats de vassallatge que l'infant Jaume, com a hereu al tron fins aleshores, havia jurat l'any 1298.
Sembla que residí al convent de Sant Francesc de Mallorca i al convent de Perpinyà. Es conserven diversos documents contemporanis que fan menció de l'infant durant la seva etapa com a frare franciscà, entre 1301 i 1309, principalment documents testamentaris de la seva família on es refereixen a ell com "frare Jacme de Mallorques".
La decisió de l'infant Jaume, clarament motivada per la influència del moviment franciscà a la cort reial mallorquina, amb personatges de pes com Ramon Llull i Arnau de Vilanova, i la mort, l'any 1297, de Lluís d'Anjou (Sant Lluís de Tolosa) a qui l'infant Jaume coneixia personalment, causa un profund malestar en el seu pare, el rei Jaume II de Mallorca, a causa de les repercussions diplomàtiques. Davant d'aquesta situació, el rei d'Aragó envia diverses cartes al rei de Mallorca (oncle seu), intentant animar-lo per la decisió que havia pres el seu hereu de dedicar-se a la vida devota i elogiant-lo per tal comportament. Cal pensar, tanmateix, que el rei d'Aragó estava més interessat pels possibles conflictes successoris que això podia causar, sempre atent a poder beneficiar-se'n ell mateix, que no pas per la devoció religiosa de l'infant de Mallorca.

## Suposada sortida de l'ordre
Segons diverses fonts, l'Infant Jaume acabà per trencar els seus vots i sortir de l'orde religiós, per contraure matrimoni i morir al cap de poc temps vers l'any 1304, tot i que mai pretengué recuperar els seus drets a la corona. Tanmateix. Sembla clar que es tracta d'una confusió i que l'Infant Jaume acabà els seus dies com a franciscà (encara esmentat com a frare Jacme al testament de la seva mare l'any 1313). Jean de Saint-Victor el confon amb l'Infant Felip, qui, després d'ingressar en l'Ordre dels Frares Predricadors l'any 1302, en sortí al cap de poc temps, per ingressar més tard en el Tercer Orde Regular de Sant Francesc. Igualment, sobre el seu suposat matrimoni i mort al cap de poc temps, probablement se l'ha confós amb l'Infant Ferran (Ferran II de Mallorca, vescomte d'Omelas), germà de Jaume III, qui havent ingressat de jove a l'orde dels Franciscans, trencava els seus vots l'any 1336 (amb el consentiment del papa) per casar-se l'any 1338 amb Esquiva de Xipre, filla gran del rei Hug IV de Xipre. Ferran moria pocs anys després, vers el 1342.

## Mort i sepultura
Es desconeix la data de la mort de l'infant Jaume, tot i que fou posterior a l'any 1313, any en què és mencionat en el testament de la seva mare, la reina Esclaramunda de Foix. Segons Duliart, se situaria després de l'any 1328, basant-se en al·lusions fetes a l'infant Jaume dins la crònica de Ramon Muntaner. Fou enterrat al convent dels franciscans de Perpinyà. Duliart li ha atribuït una llosa funerària del primer terç del segle xiv (provinent del Convent de Sant Francesc de Perpinyà i actualment al Museu d'Història de la mateixa ciutat) on es representa l'efígie d'un cavaller armat amb les armes del casal d'Aragó a la sobrevesta. Tanmateix, havent professat l'Infant Jaume en l'orde religiós, és poc probable que se'l representés com un cavaller armat a la seva llosa funerària. És possible que l'efígie correspongui en realitat a l'Infant Pere, un fill de Jaume II de Mallorca que hauria mort abans de l'any 1305.